# Sanna Grønlid
Sanna Grønlid (* 2. Mai 1959) ist eine ehemalige norwegische Biathletin.
In den 1980er-Jahren gehörte Grønlid zu den erfolgreichsten Vertretern des Damenbiathlons. Im Gegensatz zu vielen anderen Athletinnen war sie sowohl im Biathlon-Weltcup als auch bei Weltmeisterschaften erfolgreich.
Nach dem Sieg ihrer beiden Mannschaftskolleginnen Gry Østvik und Mette Mestad war Sanna Grønlid in der Saison 1984/85 in der dritten Saison die dritte Norwegerin, die den Gesamtweltcup für sich entscheiden konnte. In der vorausgegangenen Saison 1983/84 sowie der nachfolgenden Saison 1985/86 war Grønlid jeweils Zweite, in der Saison 1986/87 Dritte des Gesamtweltcups. Damit war Grønlid die erste Athletin, die sich in vier aufeinanderfolgenden Saisons unter den besten drei Athletinnen der Gesamtwertung platzieren konnte.
Grønlid wurde zweimal Weltmeisterin: 1985 gewann sie das Sprintrennen von Egg am Etzel, 1987 das Einzelrennen von Lahti. Darüber hinaus erreichte die Norwegerin zwei Silbermedaillen im Sprint (1984) und Einzel (1985) sowie eine Bronzemedaille im Einzel (1986). Mit der norwegischen Staffel gewann sie in den Jahren 1984 bis 1987 zwei Silber- und zwei Bronzemedaillen. Grønlid erreichte somit bei den ersten vier Damen-Weltmeisterschaften jeweils mindestens zwei Medaillen, ihre erfolgreichsten Weltmeisterschaften bestritt sie 1985 mit einer Gold- und zwei Silbermedaillen.
Mit insgesamt zwei Gold-, vier Silber- und drei Bronzemedaillen ist Grønlid eine der erfolgreichsten norwegischen Biathletinnen.
Grønlid war mehrfach bei nationalen Meisterschaften siegreich. Den 7,5 km-Sprint gewann sie 1983 und 1986, 1985 bis 1987 war sie mit Anita Håkenstad und Siv Bråten Staffelmeisterin (1986 Inger Strand statt Anita Håkenstad).